# Кров, нахабність, кулі і бензин
«Кров, нахабність, кулі і бензин» (англ. Blood, Guts, Bullets, and Octane) — американський незалежний фільм режисера Джо Карнахана в жанрі кінокомедії з елементами чорного гумору, знятий компаніями New Wave Films і Lionsgate Entertainment у 1998 році. У головних ролях знялися Джо Карнахан і Ден Лейс.

## Акторський склад
| У ролях       |  | Персонаж         |
| ------------- |  | ---------------- |
| Джо Карнахан  |  | Сід Френч        |
| Ден Лейс      |  | Боб Мельба       |
| Кен Рудулф    |  | Агент ФБР Джаред |
| Ден Херлан    |  | Денні Ву         |
| Г'ю Маккорд   |  | Містер Рейх      |
| Курт Джонсон  |  | Гілбіллі Снайпер |
| Марк С. Аллен |  | Агент ФБР Франкс |

## Критика
На узагальнюючому критичні відгуки ресурсі Rotten Tomatoes з 23 рецензій 43 % позитивні, 13 негативних. На кінопорталі IMDb рейтинг фільму 5,6 на підставі 700 голосів.